# Ailier (rugby à sept)
Pour les articles homonymes, voir Ailier.
Ne doit pas être confondu avec Ailier (rugby à XIII) ou Ailier (rugby à XV).
Au rugby à sept, l'ailier (numéro 7 ou poste 7, en anglais : wing) est l'un des sept postes habituels d'une équipe. Les ailiers qui occupent la ligne de trois-quarts ont des rôles semblables à leurs équivalents à XV, seulement avec de plus grands espaces à disposition, ce qui rend les attaques plus spectaculaires mais aussi la qualité des soutiens plus déterminante.

## Description du poste
L'ailier est positionné au bord du terrain, une position lui permettant d'avoir un avantage en défense : la ligne de touche. Toutefois, ce poste est également l'un des plus difficiles à défendre en raison des grands espaces disponibles pour les attaquants adverses. Ils sont généralement les joueurs les plus rapides de leurs équipes et ceux inscrivant le plus d'essais,.

## Joueurs emblématiques
Voici une liste, non-exhaustive, de quelques joueurs évoluant au poste de demi de mêlée :
- Santiago Álvarez
- Perry Baker
- Julien Candelon
- Collins Injera
- Carlin Isles
- Dan Norton
- Seabelo Senatla
- Virimi Vakatawa